# Furman v. Georgia
De zaak Furman v. Georgia uit 1972 was een proces waarin het Hooggerechtshof van de Verenigde Staten uitspraak deed over de behoefte aan consequent handelen bij het toepassen van de doodstraf. De zaken Jackson v. Georgia en Branch v. Texas (waarbij de doodstraf was opgelegd wegens verkrachting) hadden dezelfde uitkomst, omdat de processen gecombineerd werden. Na de stemming waren vijf rechters vóór afschaffing van de doodstraf en vier tegen. In werkelijkheid was er al sinds een beslissing in 1967 een moratorium op de doodstraf gesteld, maar de zaak Furman wordt gezien als het echte vonnis van de rechtbank aangaande het ter dood veroordelen van misdadigers.
Furman was in de staat Georgia ter dood veroordeeld omdat hij bij het inbreken in een huis was gestruikeld, waarbij zijn pistool afging en de bewoner van het huis doodde. Rechter Potter Stewart, schreef over de rechtszaak dat "deze terdoodveroordelingen wreed en ongebruikelijk zijn, op dezelfde manier als dat getroffen worden door de bliksem wreed en ongebruikelijk is." Potter concludeerde uiteindelijk dat op basis van het achtste en het veertiende amendement van de Grondwet van Amerika niet is toegestaan de doodstraf toe te passen, omdat niet bewezen was dat iedereen evenveel kans had om ter dood veroordeeld te worden. Twee andere rechters kwamen tot dezelfde conclusie. Rechters William Brennan en Thurgood Marshall vonden dat de doodstraf niet meer bij toentertijd hedendaagse samenleving paste. De vier rechters die tegenstemden concludeerden dat de doodstraf altijd plaats had gehad binnen de common law van Groot-Brittannië en de Verenigde Staten, en dat de twee amendementen van de grondwet geen basis vormden om alle statuten in Amerika die de doodstraf legaliseerden te verbieden.
In de vier jaar daarna namen 37 staten nieuwe wetten aan, die erop waren gericht de bezwaren van Potter Stewart en de twee andere rechters teniet te doen. In 1976 werd het moratorium op de doodstraf door het Federale Hooggerechtshof opgeheven.

## Gerelateerd onderwerp
- Gregg v. Georgia